# Anastasia de Torby
 (mars 2025).
Si vous disposez d'ouvrages ou d'articles de référence ou si vous connaissez des sites web de qualité traitant du thème abordé ici, merci de compléter l'article en donnant les références utiles à sa vérifiabilité et en les liant à la section « Notes et références ».
Anastasia Mikhaïlovna de Torby, également connue sous le nom de Zia Wernher, est née le 9 septembre 1892 à Wiesbaden, en Allemagne, et morte le 7 décembre 1977 à Londres, au Royaume-Uni. Fille aînée du grand-duc Michel Mikhaïlovitch de Russie et épouse de sir Harold Wernher, c'est une aristocrate et une éleveuse de chevaux de course britannique d'origine russo-allemande. 

## Famille
Anastasia de Torby est la fille aînée du grand-duc Michel Mikhaïlovitch de Russie (1861-1929) et de son épouse morganatique Sophie de Merenberg (1868-1927), comtesse de Torby. Par son père, elle est l'arrière-petite-fille du tsar Nicolas Ier de Russie (1796-1855) alors que, par sa mère, elle descend notamment de l'écrivain Alexandre Pouchkine (1799-1837).
Le 20 juillet 1917, Anastasia de Torby épouse, à Londres, sir Harold Wernher (1893-1973), deuxième fils du baron Julius Wernher (1850-1912). De cette union naissent trois enfants :
- George Wernher (1918-1942), qui meurt célibataire ;
- Georgina Wernher (1919-2011), qui épouse d'abord Harold Phillips (1909-1980), puis George Kennard (1915-1999) ;
- Myra Wernher (1925-2022), qui s'unit à sir David Butter.

## Biographie
Surnommée « Zia », Anastasia de Torby s'est notamment fait connaître comme éleveuse de chevaux de course. Les plus célèbres de ses chevaux sont Précipitation, Persian Gulf et Meld.